# Rhinonyssus dobromiri
Rhinonyssus dobromiri — вид клещей рода Rhinonyssus из семейства Rhinonyssidae.
Материал: Голотип (ZISP 4820), 1 паратип самка (ZISP 4821), с Vanellus vanellus Linnaeus. (Charadriiformes: Charadriidae), Россия, Ленинградская область, пос. Советский, (60° 32’ N, 28° 40’ E), 26.05.2011, сб. И. Димов.
Самка. (голотип и паратип): LB — 545 (564); WID — 319 (321); LPS — 270 (284); WPS — 242 (248); LSS — 31 (35); WSS — 87 (89); LGS — 69 (71); WGS — 68 (69); LG — 81 (90); WG −72 (77); LCH — 38 (40); WCH −14 (15); Lleg I — 368 (406); Lleg II — 319 (328); LlegIII — 326 (339); Lleg IV — 365 (377).
Дорсальная поверхность: Клещи средних размеров с телом эллиптической формы. Подосомальный щит ромбвидный без щетинок. Мезосомальные щитки отсутствуют. На дорсальной стороне идиосомы отсутствуют щетинки. Анальный щит находится на дорсальной стороне идиосомы с двумя постанальными хетами (Pa). Крибрум отсутствует.
Вентральная поверхность: Стернальный щит широкий с четкими границами, слегка склеротизованный. Стернальные щетинки St1 отсутствуют Стернальные щетинки St3 позади щита, стернальные щетинки St2 на щите или позади него стернальном щитке. Генитальный щит широкий, без генитальных щетинок, склеротизованный. На вентральной стороне опистосомы 52 щетинки (Jv1-4, Zv1-5, UR1-4).
Гнатосома: Гнатосома склеротизованная, без щетинок. Дейтостернальные зубчики отсутствуют.
Коксы вентрально склеротизованные. Хетотаксия ног: кокса: 2-2-2-1, вертлуг: 4-4-2-4, бедро: 4-7-6-5, колено: 4-5-5-5, голень: 4-5-3-4, лапка: 19-12-12-12.
Самец, личинка, нимфы: не известны.

## Хозяева и распространение
Паразитирует на Vanellus vanellus (типовой хозяин)
Обнаружен на территории России: Ленинградская область.